# Project UFO
Project UFO är en polsk dramaserie som hade premiär på Netflix den 16 april 2025.

## Handling
Efter en påstådd UFO-landning undersöker en TV-stjärna och en entusiast de utomjordiska varelsernas ursprung och debatterar sina teorier, medan en politiker utnyttjar den paranormala aktiviteten.

## Rollista (i urval)
- Piotr Adamczyk
- Mateusz Kosciukiewicz
- Julia Kijowska
- Maja Ostaszewska